# Hyndan, Ingå
Hyndan är öar i Finland. De ligger i Finska viken och i kommunen Ingå i landskapet Nyland, i den södra delen av landet. Öarna ligger omkring 62 kilometer väster om Helsingfors. Hyndan ligger 15 meter över havet. De ligger på ön Djäkenholm.
Arean för den av öarna koordinaterna pekar på är 8,4 hektar och dess största längd är 470 meter i öst-västlig riktning. Närmaste större samhälle är Ingå, 14,0 km norr om Hyndan.